# Feldebrő
Feldebrő là một thị trấn thuộc hạt Heves, Hungary. Thị trấn này có diện tích 26,52 km², dân số năm 2010 là 1069 người, mật độ 40 người/km².